# Nissaström
Nissaström är en småort i Enslövs socken, Halmstads kommun, fem kilometer från Oskarström och 24 kilometer nordost om Halmstad. Orten präglas av den omgivande bokskogen och av sluttningarna ner mot Nissan och kraftverksdammen.

## Historik

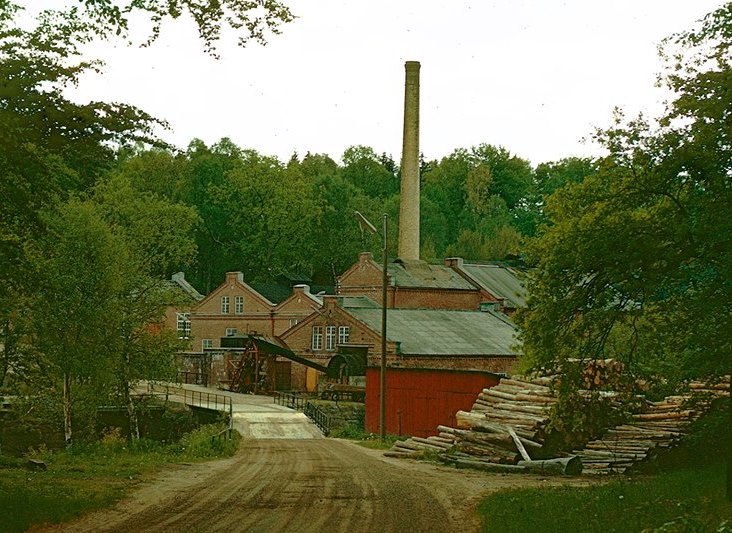
Nissaströms pappersbruk, 1966

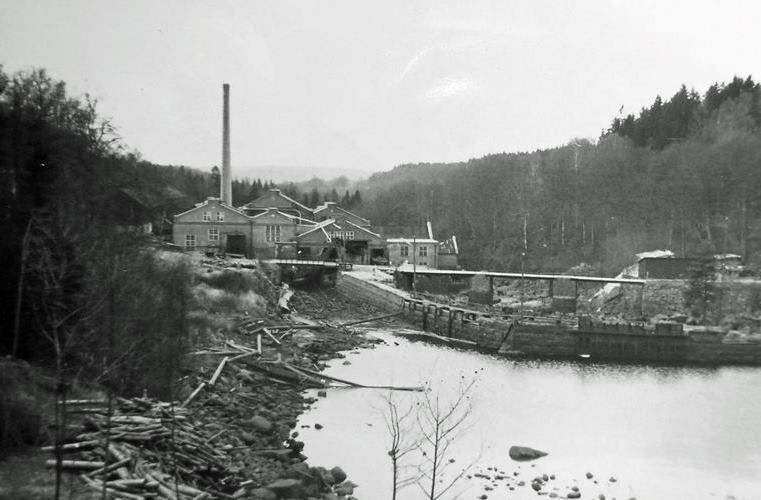
Nissaströms pappersbruk, 1962

På 1880-talet uppstod ett intresse för att exploatera vattenfallen i Nissan vid nuvarande Nissaström, vilka då kallades Grumshultsfallen. Friherre Carl Stiernstedt köpte 1888 50 tunnland mark kring fallenUnderstrykning och inbjöd till att teckna aktier i Nissaströms Aktiebolag. Detta blev starten till det Nissaströms Pappersbruk som sedan uppfördes, successivt utvidgades och blev grunden till samhället Nissaström.
Skola för barn i klasserna 1-6 uppfördes 1911 och efterhand byggde företaget bostäder för arbetare och tjänstemän. Senare tillkom även ett större antal privata villor, och samhället bildades. En kyrka uppfördes och invigdes 1940. Nissaströms kraftverk invigdes 1950. En konsumbutik byggdes 1946, vilken fanns kvar till 1975.
Edwin Berger har haft stor betydelse för Nissaströms utveckling. Han var under många år styrelseordförande och huvudägare i Nissaströms pappersbruk initierade bygget av Nissaströms kraftverk och skänkte medel för att uppföra Nissaströms kyrka.

### Nissaströms pappersbruk
Den första fabriksanläggningen togs i bruk 1890 efter installation av tre vattenturbiner på tillsammans 805 hk (cirka 590 kW). Fallhöjden i kraftverket var 7,5 meter. De första åren tillverkades cirka 1.000 ton trämassa per år. Trämassan transporterades med häst och vagn till järnvägsstationen i Johansfors. År 1895 införskaffades en ångpanneanläggning för att via baskokare tillverka brun (kokt) pappersmassa (oblekt sulfatmassa), som var mer lönsamt att tillverka. År 1898 anlades ny torkanläggning. År 1901 påbörjades tillverkning av oglansad papp. Produktionen ökade från år till år och 1909 anges årsproduktionen till cirka 3.000 ton.
Efter att Edwin Berger blivit majoritetsägare, gjordes 1927-1928 omfattande investeringar och ombyggnadsarbeten. De äldre maskinerna för massatillverkning ersattes. Nya kokare, nytt sliperi och bättre torkmöjligheter installerades liksom nya effektivare turbiner. Produktionen av massa och papp kunde ökas till 7.500 ton papp och trämassa per år.
Gradvis tilltagande olönsamhet medförde att tillverkningen av slipmassa och papp lades ner 1966. Åren 1968-1978 tillverkade norska Fostveds A/S oblekt sulfatmassa vid bruket. År 1978 stängdes dock fabriken för gott och den revs senare.

### Kursgården
Nissaströms gamla skola och dess lärarbostad köptes 1966 av Halmstads kyrkliga undgomskrets fastighetsbolag för att bli kursgård. Efter renovering invigdes gården 1968. Senare har gården byggts ut i omgångar och ägts av Halmstads kyrkliga samfällighet. Anläggningen kallas nu för Nissaströms Konferens & Kursgård. 

Anläggningen och driften övertogs 2015 av Mäshult Kurs & Lägergård.

## Samhället

### Nissaströms kyrka
I samband med brukets 50-årsjubileum skänkte Edwin Berger medel till att uppföra Nissaströms kyrka. Byggnationen påbörjades 1939 efter ritningar av Sigfrid Ericson och invigningen skedde 6 oktober 1940. Fondmålningen i koret utfördes av konstnären Gunnar Torhamn med motivet "Kommen till mig I alle som arbeten och äro betungade" och utförd al fresco. Predikstolen har utförts efter ritningar av arkitekten, tillverkad hos J.A. Alvsjö Snickerifabrik i Halmstad och målats av Gummar Torhamn. Orgeln är konstruerad och tillverkad av orgelbyggare Bo Wedrup i Uppsala. 
Under lång tid ägdes kyrkan av Halmstads kyrligs samfällighet, som även drivit den närbelägna Nissaströms Konferens & Kursgård. År 2015 såldes Nissaströms Kursgård till ett privat företag, och senare såldes även Nissaströms kyrka.

### Nissaströms kraftverk
Arbetet påbörjades 1947 och kraftverket togs i bruk 1950. Kraftstationens maskinsal ligger 17 meter under marknivån och vattnets fallhöjd är 29 meter. Efter turbinerna leds vattnet i en 1600 meter lång tunnel, som mynnar vid Johansfors. Huvudparten av dammkroppen utgörs av packad stenfyllning. Produktionen anges till 56 GWh/år (motsvarande en medeleffekt på 6,4 MW). Kraftverket ägs numera (2011) av norska Statkraft.

## Kommunikation
Järnvägen Halmstad-Nässjö anlades 1877 av järnvägsbolaget Halmstad-Nässjö Järnvägar, HNJ, och blev en viktig kommunikationsväg både för gods och persontrafik för orten.